# Naos (starověký Egypt)
| O18 |

| O18 |

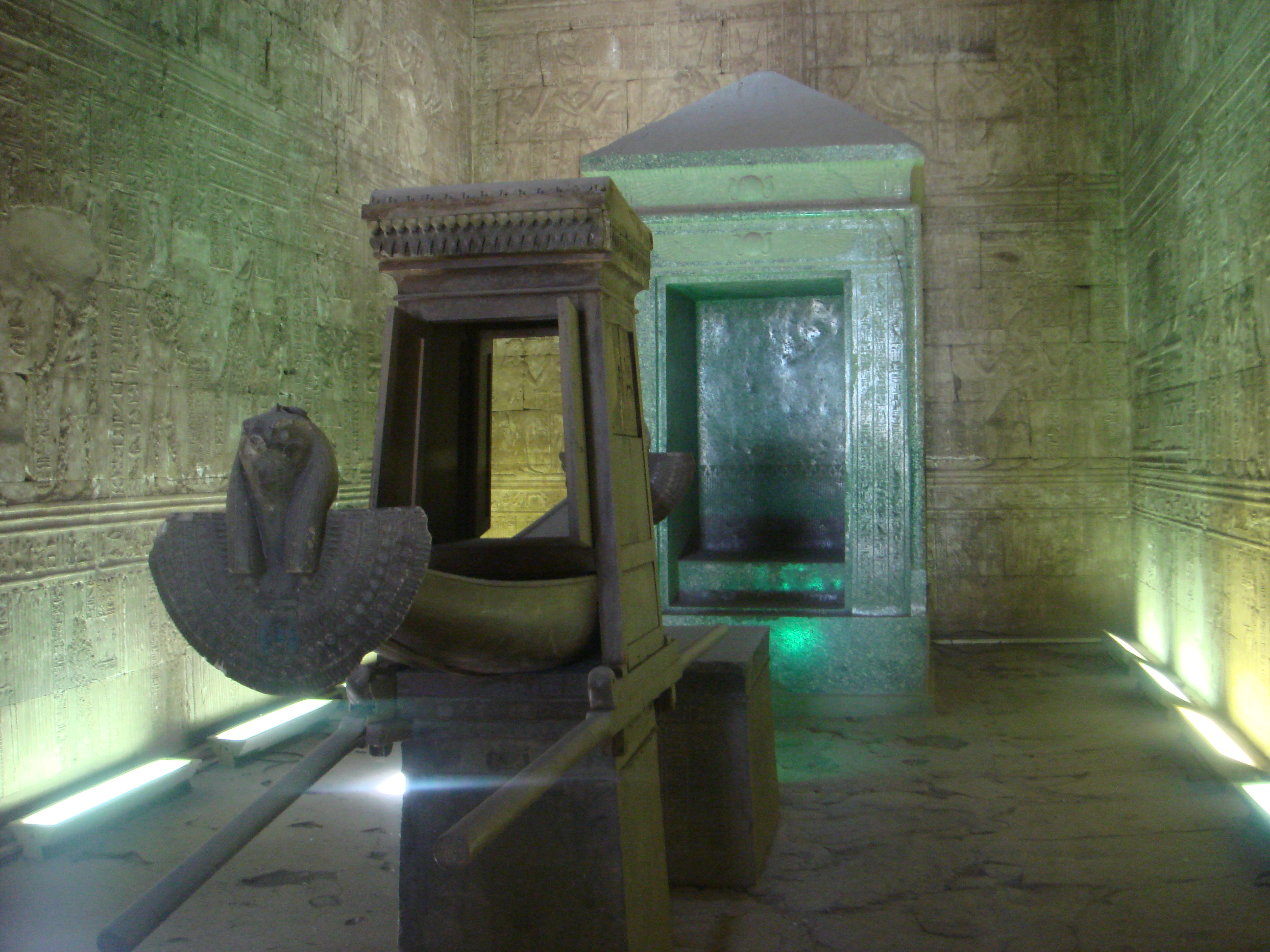
Naos v chrámu boha Hora, před ním posvátná bárka

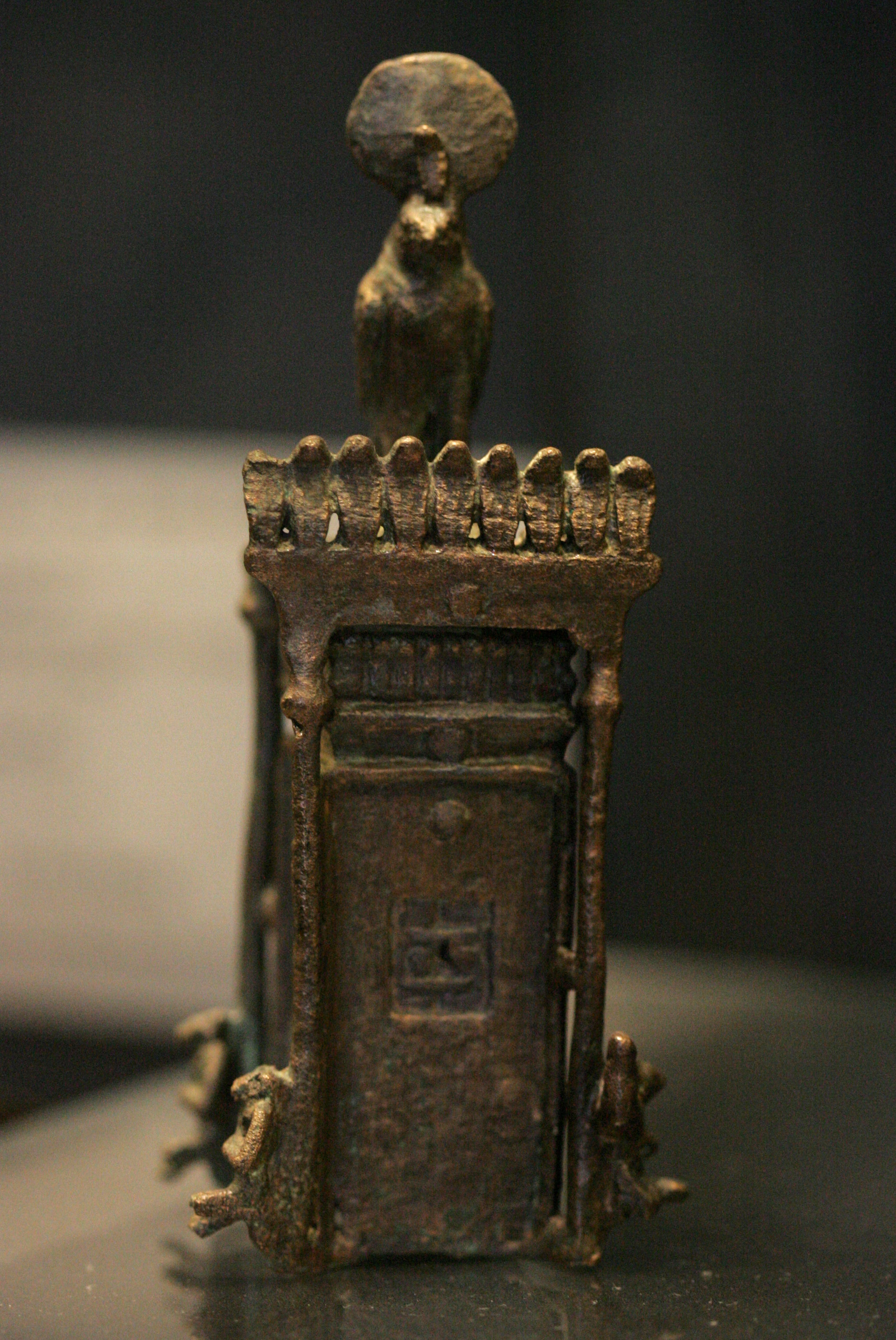
Model naa s figurou sokola a řadou ureů

Naos (název odvozen od významu řeckého slova ναός (neutrum), latinsky cella, označujícího kultovní prostor antického chrámu) je zvláštní posvátná schrána, do níž byly ve starověkém Egyptě umísťovány kultovní sochy bohů. Protože v důsledku obřadu otevírání úst v kultovním obrazu bůh podle představ Egypťanů skutečně přebýval, byly dveře naa nejpozději v teologii Pozdní doby označovány jako „brána nebes“. Stejným slovem bývá někdy označována i místnost, kde schrána stála.
Naon stávalo ve svatyni v nejzazší části chrámu chápaného jako skutečný „příbytek boha“. V nejstarších dobách bývalo zhotovováno ze dřeva nebo jiných rostlinných materiálů, od Staré říše většinou z tvrdých druhů kamene. Postupně se jeho podoba ustálila do tvaru hranolu až komolého jehlanu. Při výzdobě naa bývaly používány symbolické (například symbol okřídleného slunce) i architektonické prvky (zejména římsa a oblounek). V Pozdní době mělo stříšku připomínající nízkou pyramidu či spíše pyramidion, která symbolizovala mytický „prvotní pahorek“ – místo stvoření světa.